# John Hardwig
 (décembre 2012).
 (novembre 2008).
John Hardwig est un philosophe américain, enseignant à l'université du Tennessee, dont il est professeur émérite.

## Biographie
John Hardwig est un philosophe américain, titulaire d'un doctorat de l'université du Texas.
Hardwig a publié de nombreux articles, portant notamment sur la bioéthique, la question de la fin de vie ou encore sur la notion de dépendance épistémique et le rôle des experts.

## Positions
Dans ses écrits, John Hardwig en appelle à l'apprentissage d'un « art de mourir », qui serait selon lui devenu nécessaire à une époque où la mort arrive plus souvent trop tard que trop tôt - un phénomène connu sous le nom de quatrième phase de la transition épidémiologique.
Il soutient donc qu'il existe des cas dans lesquels il existe un "droit de mourir" , notamment quand le fait de prolonger la vie impose des sacrifices trop lourds aux proches. Ses arguments ont influencé des philosophes contemporains tels Norvin Richards.

## Publications
Livres
- Is There a Duty to Die?: & Other Essays in Bioethics, Routledge, 2000

Articles
- "The Role of Trust in Knowledge" Journal of Philosophy (1991) 88: 693-708
- "Is There a Duty to Die?" Hastings Center Report (1997) 27(2): 34-42
- "The Ethics of Expertise" in Wueste, Daniel E., ed., 1994 Professional Ethics and Social Responsibility, (Roman & Littlefield)
- "Spiritual Issues at the End of Life: A Call for Discussion" Hastings Center Report (2000) 30(2): 28-30
- "Using the Family Covenant in Planning End-of-Life Care"  with David Doukas, Journal of the American Geriatric Society (2003) 51(8): 1155-1158
- "Families and Futility: Forestalling Demands for Futile Treatment" Journal of Clinical Ethics (2005) 16(4): 328-337
- "Going to Meet Death—The Art of Dying in the 21st Century" Hastings Center Report (2009) 39(4): 37-45
- "The Stockholder: A Lesson for Business Ethics from Bioethics?" Journal of Business Ethics (2010) 91(3): 329-41

La plupart de ses publications sont disponibles sur son site.